# Латинський квартал (Київ)
Лати́нський кварта́л — історична місцевість у Києві, містечко на Паньківщині, яке сформувалося навколо Університету святого Володимира. З 1840-х років у кварталі оселялися студенти, викладачі, науковці, діячі культури тощо. Тут мешкали Леся Українка, Іван Франко, Михайло Драгоманов, Михайло Коцюбинський, Микола Лисенко, Михайло Грушевський, Максим Рильський та інші. 

## Розташування
Через квартал пролягають вулиці Велика Васильківська, Жилянська, Микільсько-Ботанічна, Паньківська, Саксаганського, Тарасівська, нижня частина Володимирської. Щоправда, в ХІХ сторіччі межі кварталу визначали більші за територію Паньківщини. Володимир Іконников повідомляв, що, коли 1830 року на Печерську почалося будівництво фортеці, влада звідти переселила мешканців на вільні землі у місцевість Нова Забудова, яку згодом назвали Латинським кварталом.
Вацлав Чеховський у довіднику «Київ та його пам'ятні місця» (1901) Латинським кварталом називає все Нове місто, забудоване у ХІХ сторіччі, в якому окрім університету розташовувалося багато навчальних і наукових закладів: колегія Павла Ґалаґана, Перша і Друга міські гімназії, Фундуклеївська та Ольгинська жіночі гімназії, анатомічний театр, комерційне училище (Бульварно-Кудрявська, 24), художня школа Мурашка (Володимирська, 47) і навіть політехніка.

## Назва
Назва виникла за аналогією з паризьким «Латинським кварталом», який населяло студентство Сорбонни.

## Історія кварталу

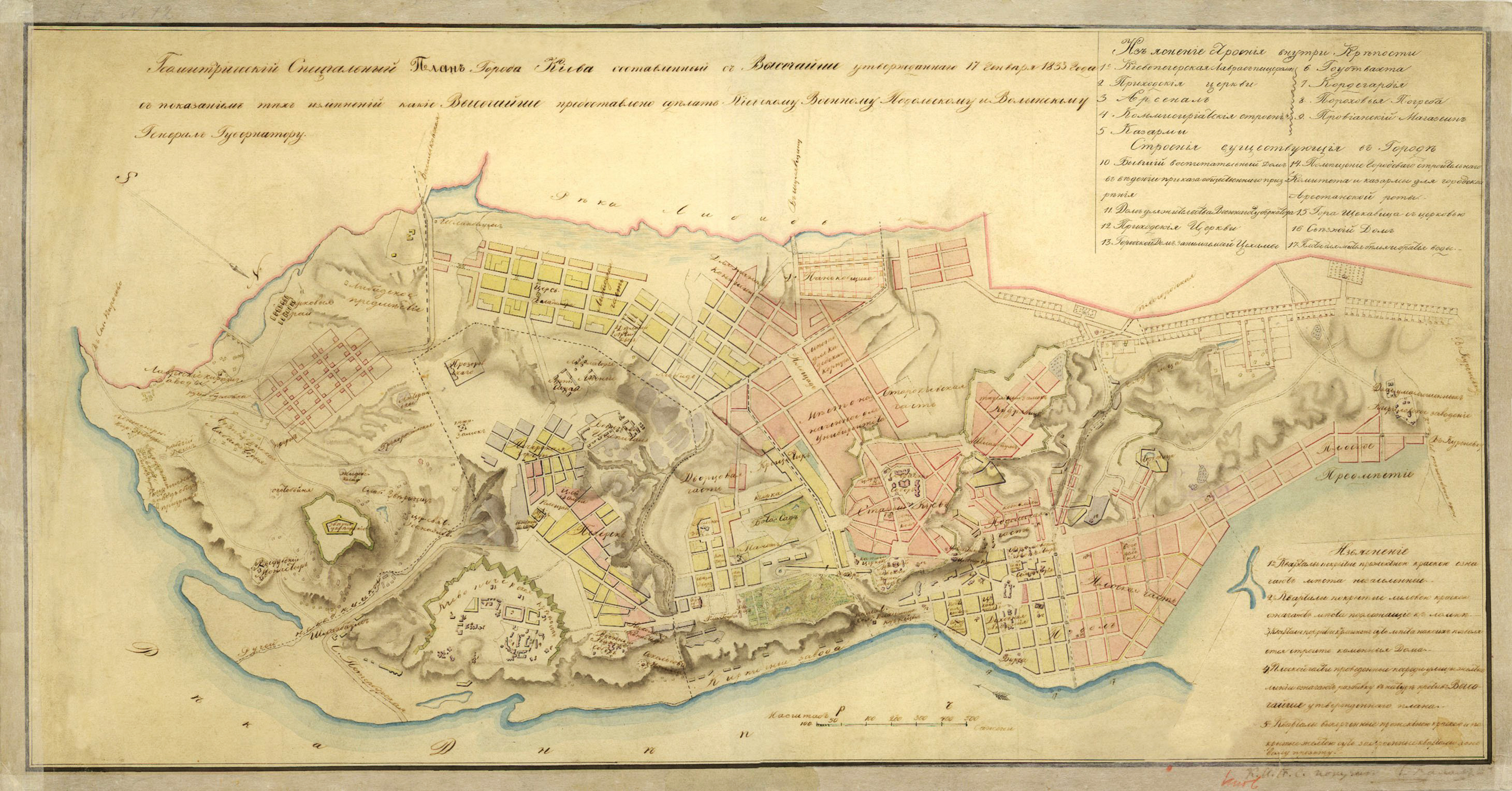
На плані Києва 1833 слобода Паньківщина (вгорі) вже розділена на квартали

Землі до річки Либідь тривалий час належали Софійському монастирю. Паньківщина також була місцем відпочинку викладачів і студентів Київської духовної академії. Один із церковних ієрархів у своєму щоденнику записав, як 31 травня 1819 року він із ректором і вчителями ловив у нижньому ставку на Паньківщині рибу й обідав з ними в альтанці. На горі у гаю, де поставили намет, учні співали «Днесь благодать Духа Святого». Митрополит за це роздав їм пироги, яйця, горіхи, мідні і срібні гроші, а ректора і вчителів запросив до себе на чай, вино і фрукти.
На плані Києва, затвердженому 17 січня 1833 року, ще позначений ставок, але саму слобідку Паньківщина вже розділено на квартали.

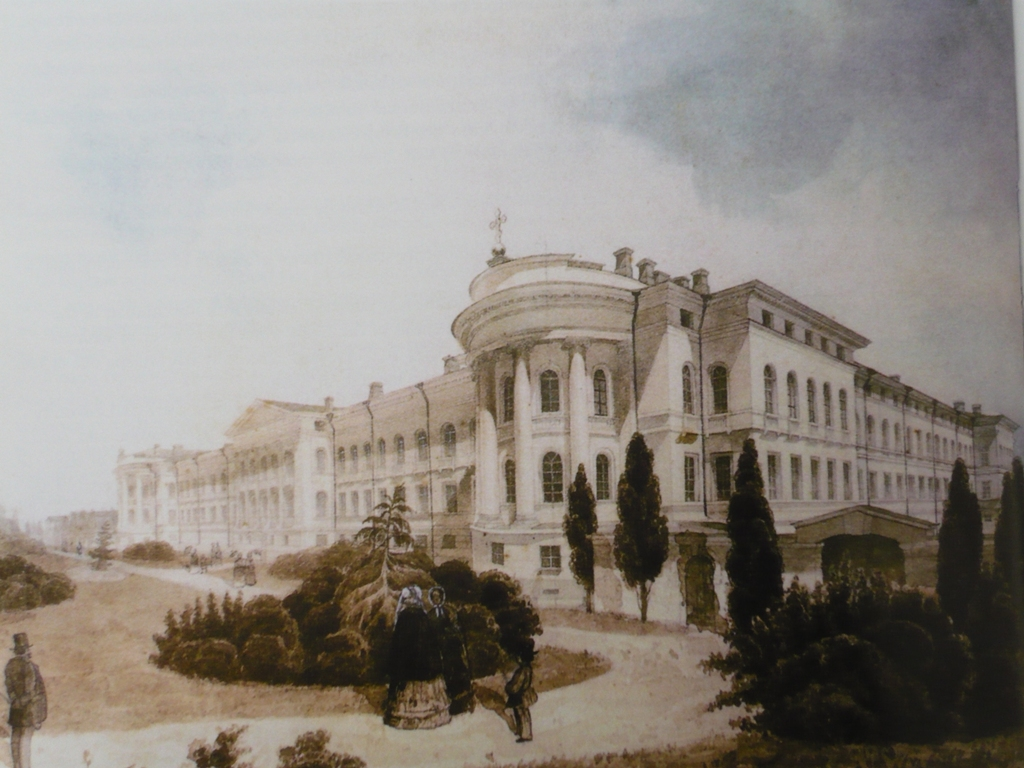
Головний корпус Київського університету. Акварель, початок 40-х років XIX ст.

Університет святого Володимира в перші роки свого існування спочатку орендував приміщення в домі Корта і сусідніх будинках на Липках. Поблизу протягом 1834—1842 років знімали кімнати студенти й викладачі. Переважно студенти-поляки оселялися у приватних пансіонах. Певна частина мешкала на вулицях Лютеранській, Івана Мазепи та Омеляновича-Павленка (сучасні назви). Незаможні студенти винаймали кімнати у Проваллі, де невеликі хатинки із садами й городами тягнулися до схилів Дніпра. На місяць вони сплачували близько 25 карбованців асигнаціями. В оплату входила також вартість обіду, чаю і прання одягу.
31 липня 1837 року розпочали будівництво Університету святого Володимира за проєктом професора архітектури Вікентія Беретті. Університетську споруду, як і будівлі Першої і Другої гімназій та інших закладів, звели з київської цегли, яку виготовляли на цегельні Йоганна-Сигізмунда Ейсмана. Його син Густав Ейсман, мільйонер, міський голова, згодом став професором університету.
Після відкриття Червоного корпусу університету в 1842 році викладачі та студенти перебралися ближче до навчального закладу. Земельні ділянки у Новій Забудові, до якої увійшла і Паньківщина, були дешевими, тому й оселялися тут незаможні мешканці. Власники забудовували свої садиби невеликими будинками, а кімнати недорого здавали викладачам і студентам. У місцевості, нижче університету, поступово сформувалося професорсько-студентське містечко — Латинський квартал.
Квартал втратив своє значення за радянської влади. Після закриття Михайлівського Золотоверхого монастиря у 1922 році студентів розселили в монастирських келіях, які перетворили на гуртожиток. А на межі 1950-х — 1960-х років побудували дванадцять п'ятиповерхових гуртожитків в університетському містечку в Голосієві.

## «Український Парнас»

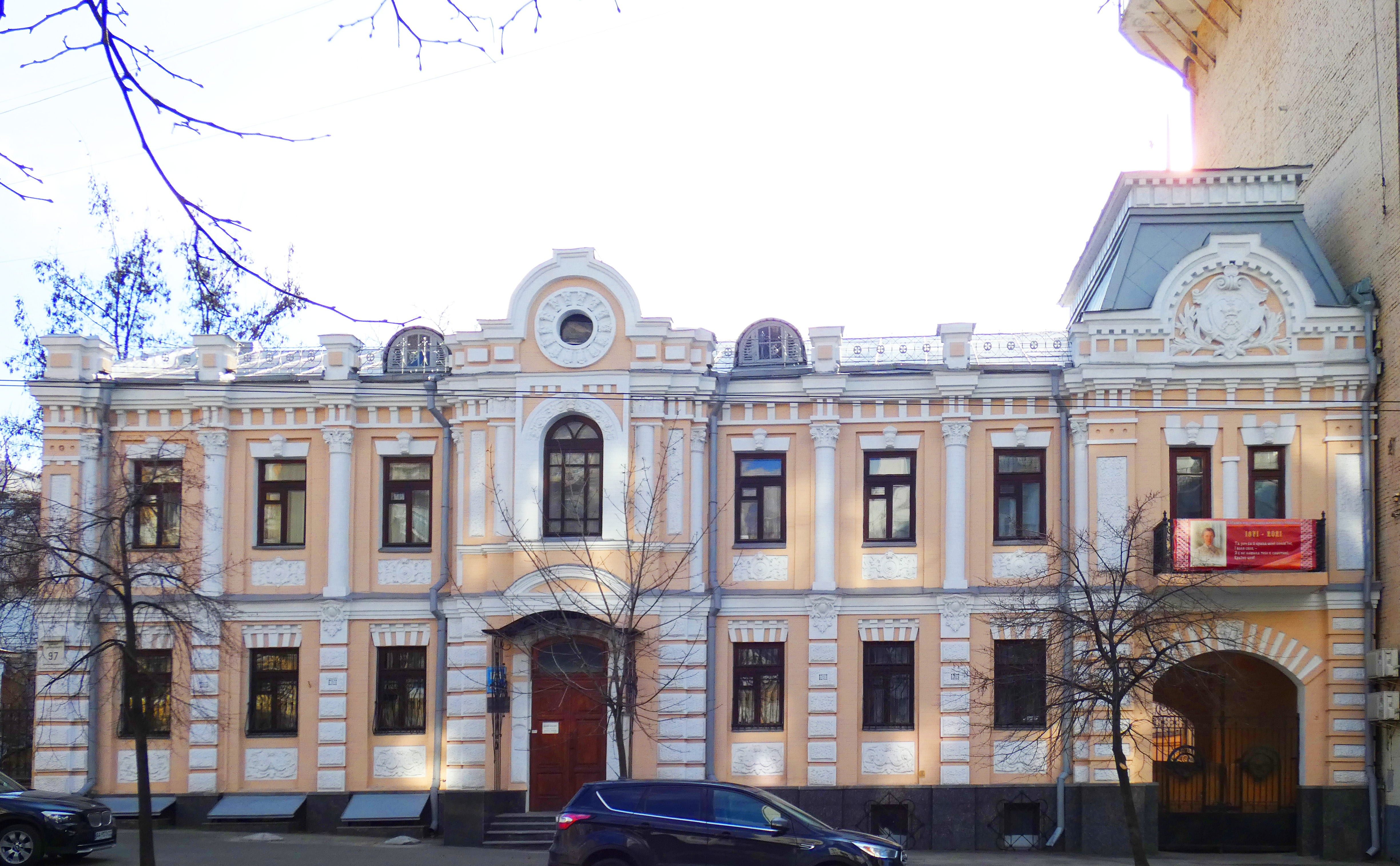
Будинок на Саксаганського, 97, в якому в 1899—1908 роках мешкала Леся Українка

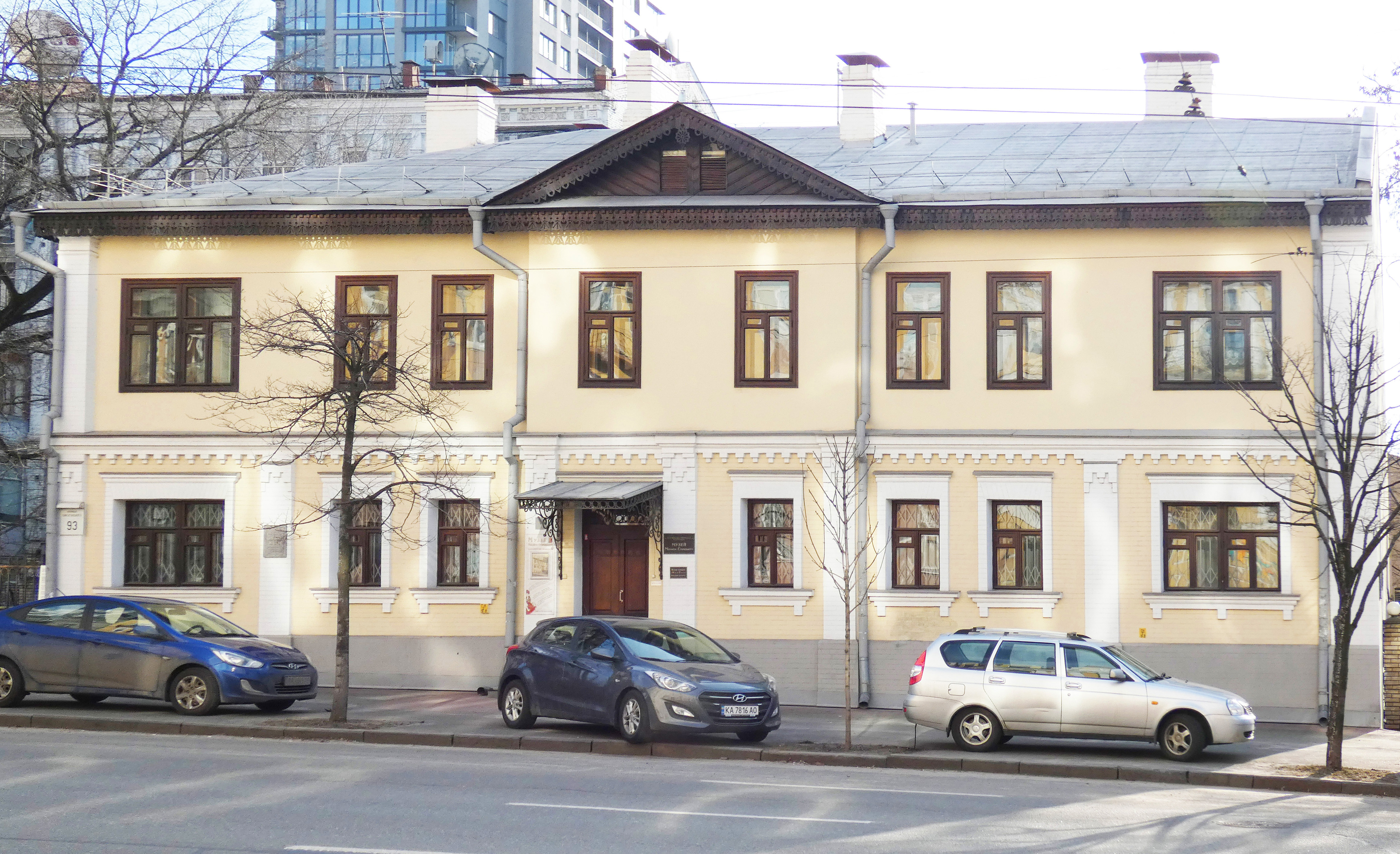
Меморіальний будинок, в якому мешкав Михайло Старицький, вулиця Саксаганського, 93

У Латинському кварталі сформувалося осереддя українського життя Києва — «Український Парнас».
Михайло Грушевський та інші стверджували, що українці спромоглися приховати у назвах Тарасівської, Паньківської і Микільсько-Ботанічної вулиць імена видатних українських діячів Тараса Шевченка, Панька Куліша і Миколи Костомарова. Максим Рильський додав: «У часи тяжкого переслідування українського слова, української культури, української громадськості, прізвища ці — особливо перше — не могли ніяк бути прийняті міською управою, тому й виникли „компромісні“ назви вулиць не за прізвищами, а за іменами».

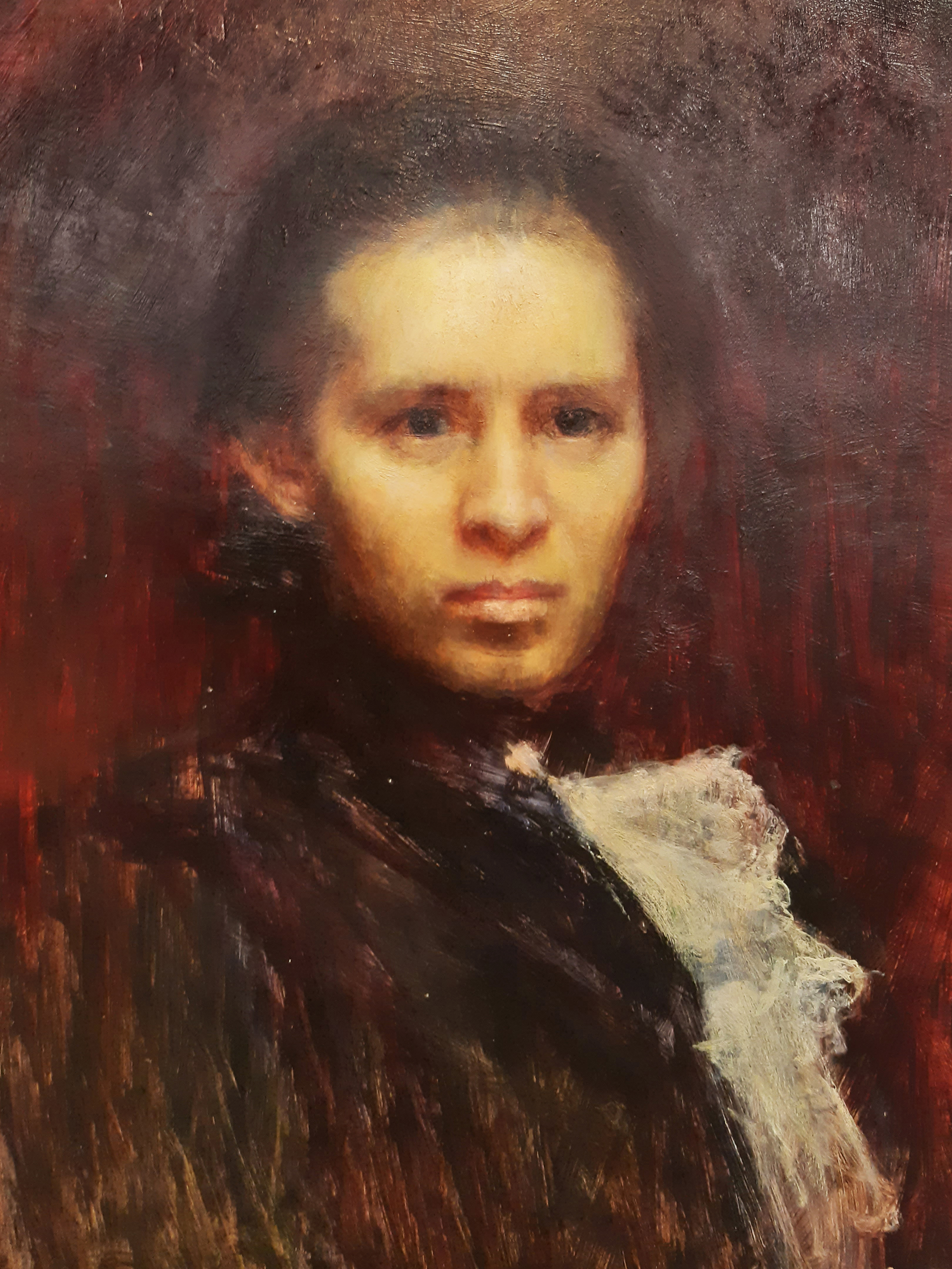
1900 року Іван Труш писав портрет Лесі Українки в Музеї старожитностей і мистецтв, куди поетеса ходила пішки з помешкання на Саксаганського, 97

Деякі дослідники висловлювали сумніви щодо цих тверджень. Водночас Орест Левицький запевняв, що ця ініціатива належала священнику Петрові Лебединцеву: «В інтимних розмовах із земляками о. Лебединцев любив хвалитись, либонь за його порадою в новий плян вписані і такі назви вулиць, як Тарасівська, Паньківська й Нікольсько-Ботанічний провулок, немов би то на честь Шевченка, Куліша та Костомарова». 
Оскільки назва Паньківської вулиці перегукувалася з назвою місцевості Паньківщина, вдалося приспати пильність міської влади. Грушевський писав, що творці цієї «української маніфестації» свою мету «безперечно осягнули: покоління „свідомих українців“, ходячи сими вулицями, підморгували собі з видом хитрих авґурів і почували тихе вдоволення, що мають свої національні вулиці, прозвані йменнями найвизначнійших репрезентантів українства».

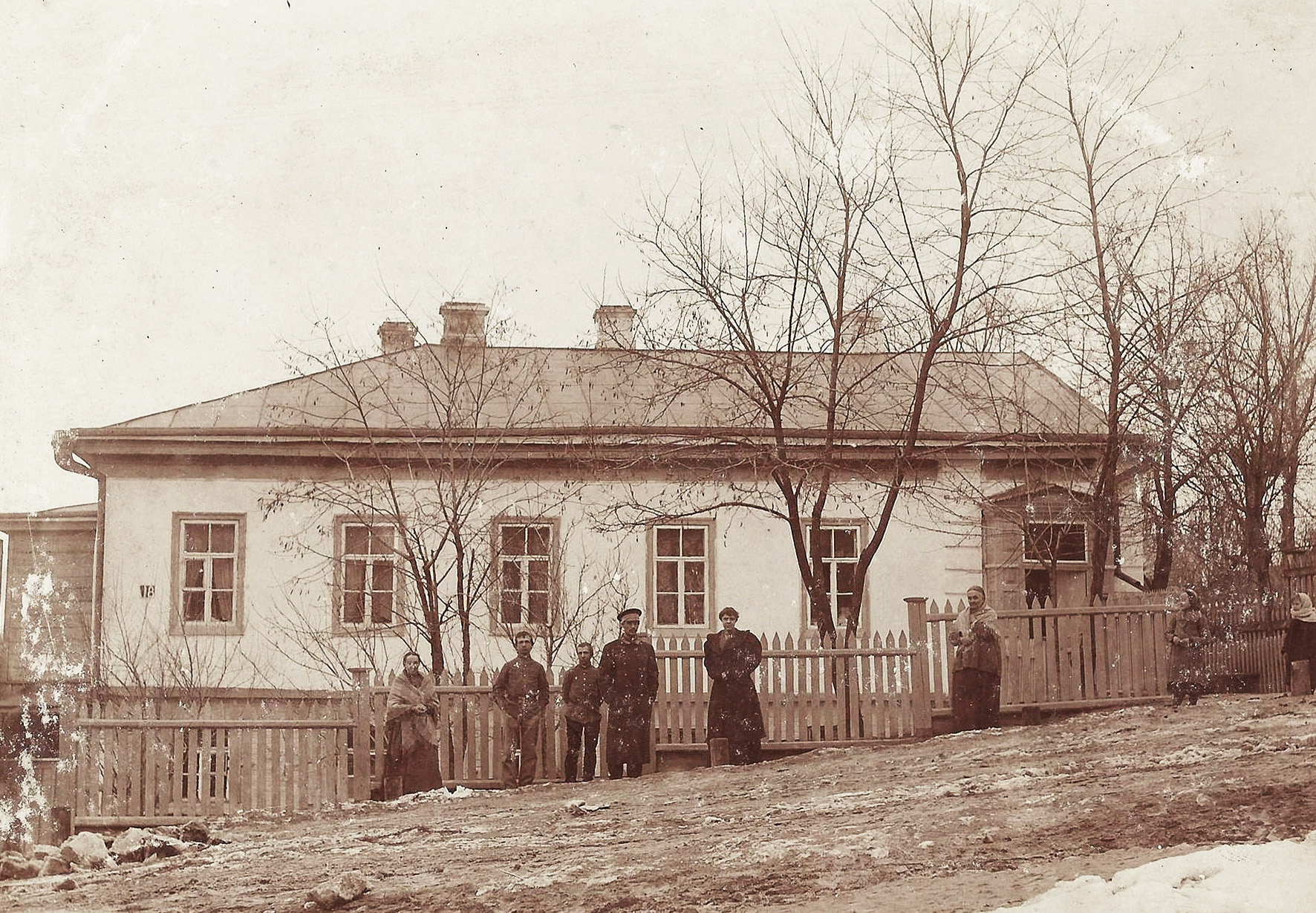
Родина Сікорських на Тарасівській, 18. Тут зупинялися Леся Українка та Ігор Сікорський

У Латинському кварталі мешкали найвидатніші представники української інтелігенції тієї доби — Леся Українка, Іван Франко, Михайло Драгоманов, Микола Лисенко, Михайло Грушевський, Михайло Старицький, Василь Кричевський та інші.

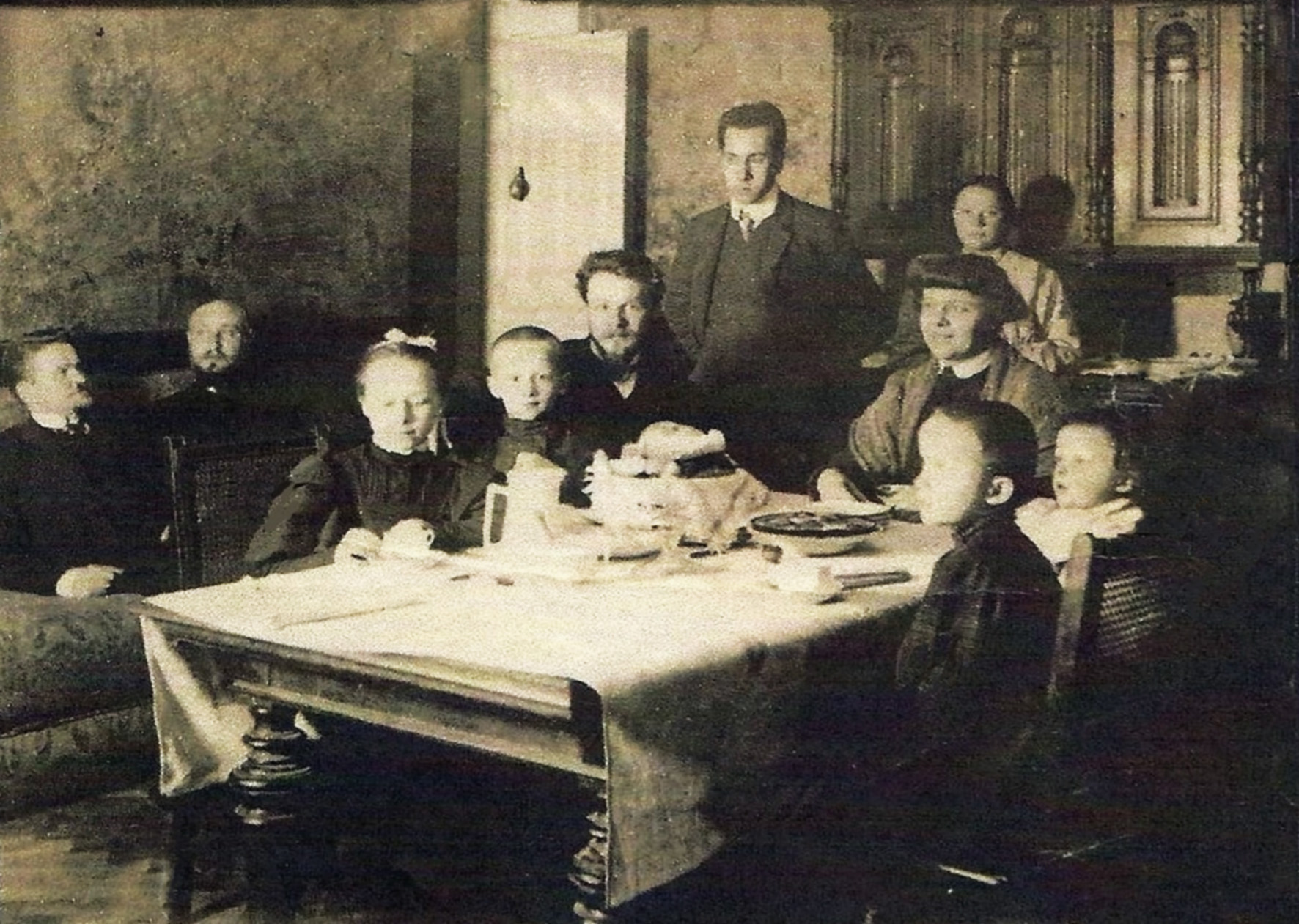
Ігор Сікорський (стоїть в центрі), праворуч від нього сидить Наталія Вишинська-Гроздова. Тарасівська, 18 (1907 рік)

На Тарасівській, 18 або, за словами Лесі Українки, «на Тарасах» стояв будинок Вишинських-Сікорських. З цією родиною дуже добре приятелювали Косачі. Наталія Вишинська-Гроздова (1875—1946), учасниця гуртка «Плеяда», була похресницею Олени Пчілки і подругою Лесі Українки. Поетеса зупинялася у цьому будинку, про що згадувала 15 лютого 1890 року в листі до своєї матері: «Тепер живу у Сікорських у хаті Наталки. У неї дуже велика хата, де вона спить сама, і вона зараз же згодилась, навіть з радістю, жить зо мною сих кілька днів». У роки навчання в університеті тут мешкав Михайло Косач, Лесин брат. У грудні 1893 року в листі до нього поетеса написала: «Шкода, коли ти не приїдеш на Різдво до мене! ми б разом послухали еолову арфу перед університетом, подивились би на страшні тополі, і я б знову подумала, що мені вісімнадцять літ, що ми живемо на Тарасовській, де у мене на столику проліски стоять, у хаті рожеве світло, а в серці провесна». У гості на Тарасівську, 18 навідувалися Лисенки, Старицькі, а також Наталчин родич, майбутній видатний авіаконструктор Ігор Сікорський.

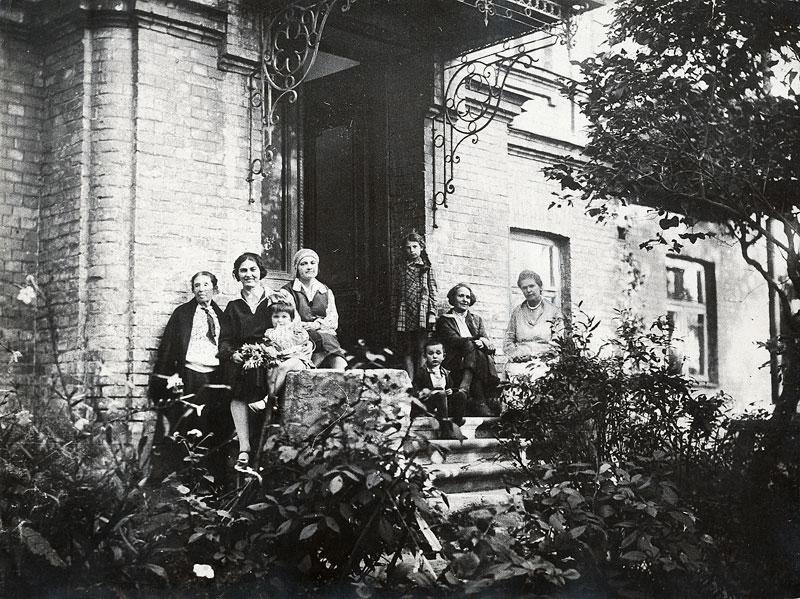
Ольга Грушевська біля родинного будинку на Паньківській, 9

Згодом будинок Косачів розташовувався на тогочасній Маріїнсько-Благовіщенській вулиці (Саксаганського), 97. У ньому мешкали вчений і громадський діяч Михайло Драгоманов, його молодша сестра, матір Лесі Українки, українська письменниця Олена Пчілка і Леся Українка. Поетеса також проживала в будинках № 101 і 115.
У будинку на місці сучасного № 54–56 жили видатні письменники Іван Франко та Михайло Коцюбинський. У садибі, яка розташовувалася на місці сучасного будинку № 67, 1907 року жив видатний український письменник Борис Грінченко.
Приміщення будинку на Саксаганського, 91 займала редакція часопису «Літературно-науковий вісник». Тут мешкав український громадський діяч Євген Чикаленко. Неодноразово сюди навідувався український політичний діяч і письменник Володимир Винниченко.
У 1901—1904 роках у будинку на Саксаганського, 93 мешкав видатний український письменник-драматург Михайло Старицький. У будинку на Саксаганського, 95-Б квартирував український композитор Микола Лисенко. У 1912—1940 роках на Жилянській, 96 проживав визначний український актор, режисер і драматург Панас Саксаганський.
19 березня 1895 року на Тарасівській народився український поет Максим Рильський. У студентські роки він оселився на Саксаганського, 95-Б.

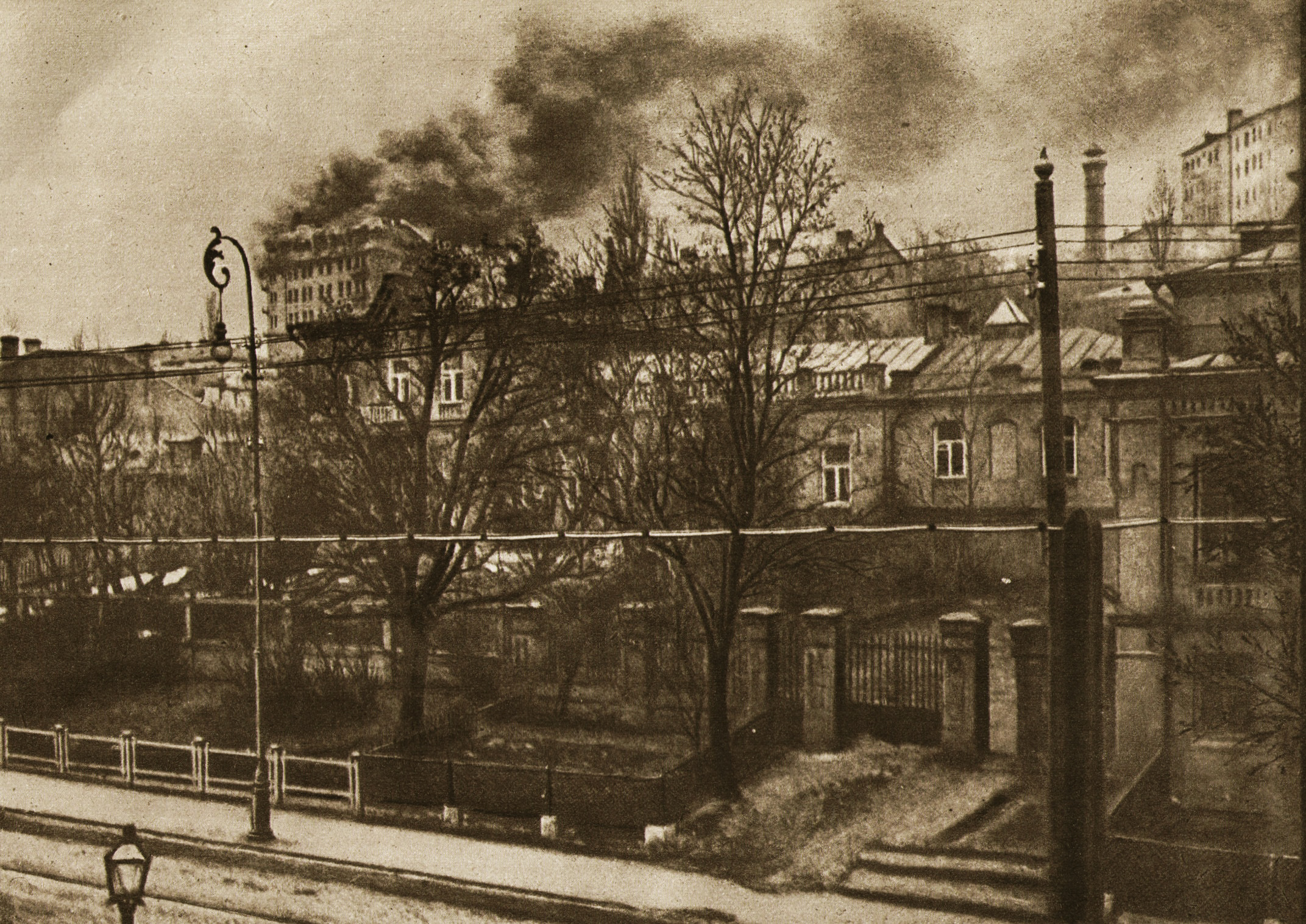
Пожежа в будинку Грушевського після обстрілу більшовиками 7 лютого 1918

На розі Паньківської і Микільсько-Ботанічної вулиць розташовувалася садиба, яку 1908 року придбала родина Михайла Грушевського. На її території стояли головний будинок (№ 14) і флігель (№ 9). Частину приміщень здавали в оренду. Деякий час тут мешкали відомі митці і науковці, зокрема українські художники Василь і Федір Кричевські, Анатоль Петрицький, академік Олекса Новицький. До Грушевського навідувалися українські політики і діячі Центральної Ради, науковці з ВУАН і Наукового товариства імені Шевченка.
Під час наступу червоних на Київ садибу Грушевського обстріляли з панцирника запальними снарядами. Більшовицький ватажок Міхаіл Муравйов доповів Антонову-Овсієнкові: «Я наказав артилерії бити по висотних і багатих палацах, по церквах і попах… Я спалив великий будинок Грушевського, і він упродовж трьох діб палав яскравим полум'ям». Під час обстрілу загинув вартовий, що охороняв квартиру Грушевського. Іншою жертвою стала мати Грушевського — Глафіра Захарівна. Хоча її встигли винести і навіть доправити до Тарасівської лікарні, вона за кілька днів померла. У вогні загинула колекція українських старожитностей і значна частина творів Василя Кричевського. Либідська пожежна команда, яка розташовувалася поруч (на Тарасівській, 4), не вжила жодних заходів, щоб погасити пожежу. Натомість мародери виносили скрині і речі з охоплених вогнем квартир. 1921 року будівлю № 14 остаточно знищили.

### Музеї в Латинському кварталі
На території Латинського кварталу розташовано кілька музеїв:
- Історико-меморіальний музей Михайла Грушевського у флігелі на Паньківській, 9.
- Музей Михайла Старицького на Саксаганського, 93.
- Музей «Іван Франко і Київ» на Саксаганського, 93-Б.
- Будинок-музей Миколи Лисенка на Саксаганського, 95-Б.
- Музей Лесі Українки на Саксаганського, 97.
- Музей Панаса Саксаганського на Жилянській, 96 (на стадії проєктування).

## Студентське містечко

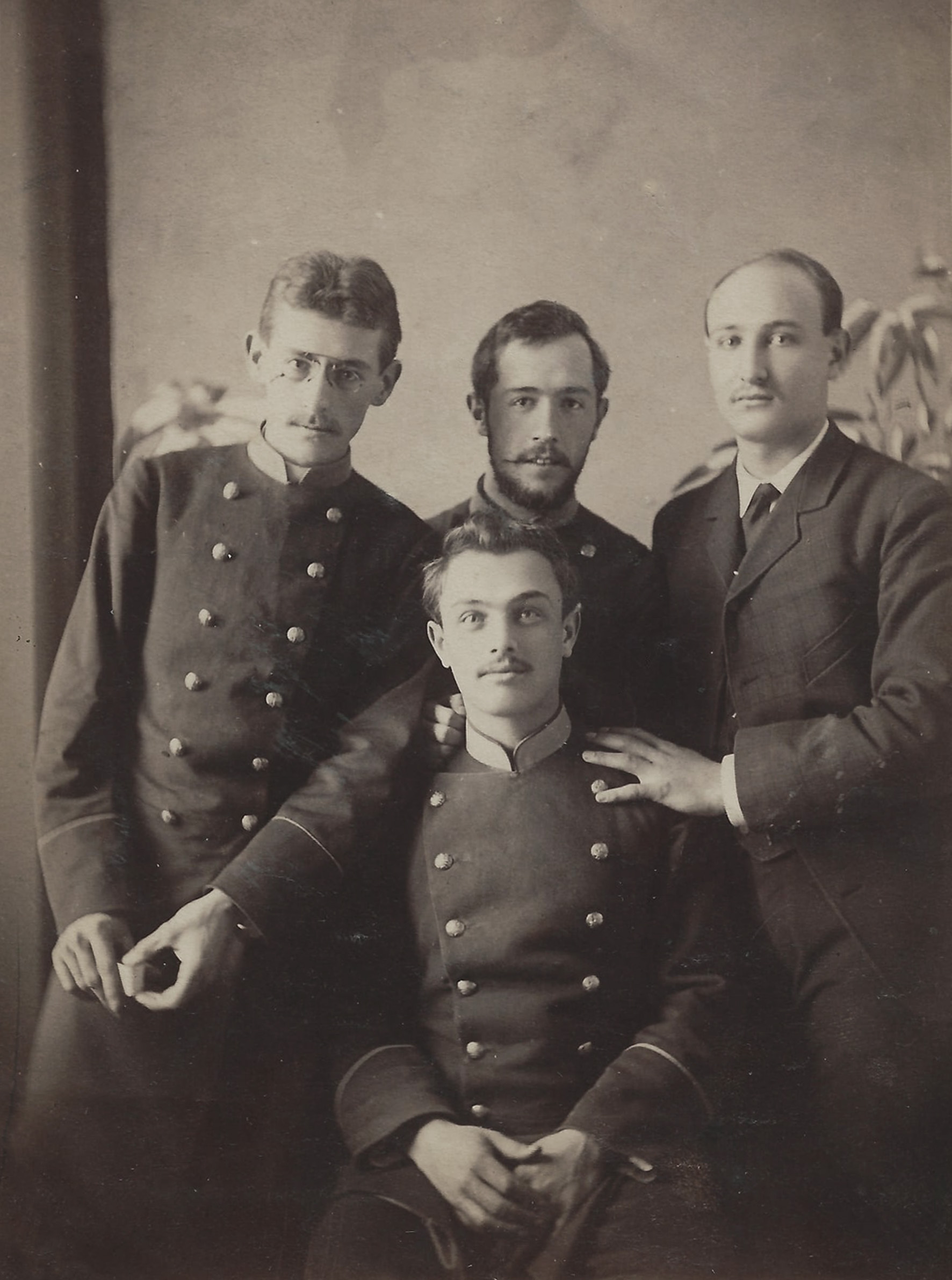
Київські студенти Андрій, Григорій та Олексій Сікорські (родичі авіаконструктора Ігоря Сікорського та приятелі Лесі Українки) й учень київської гімназій, майбутній радянський нарком освіти Анатолій Луначарський (ліворуч), близько 1895

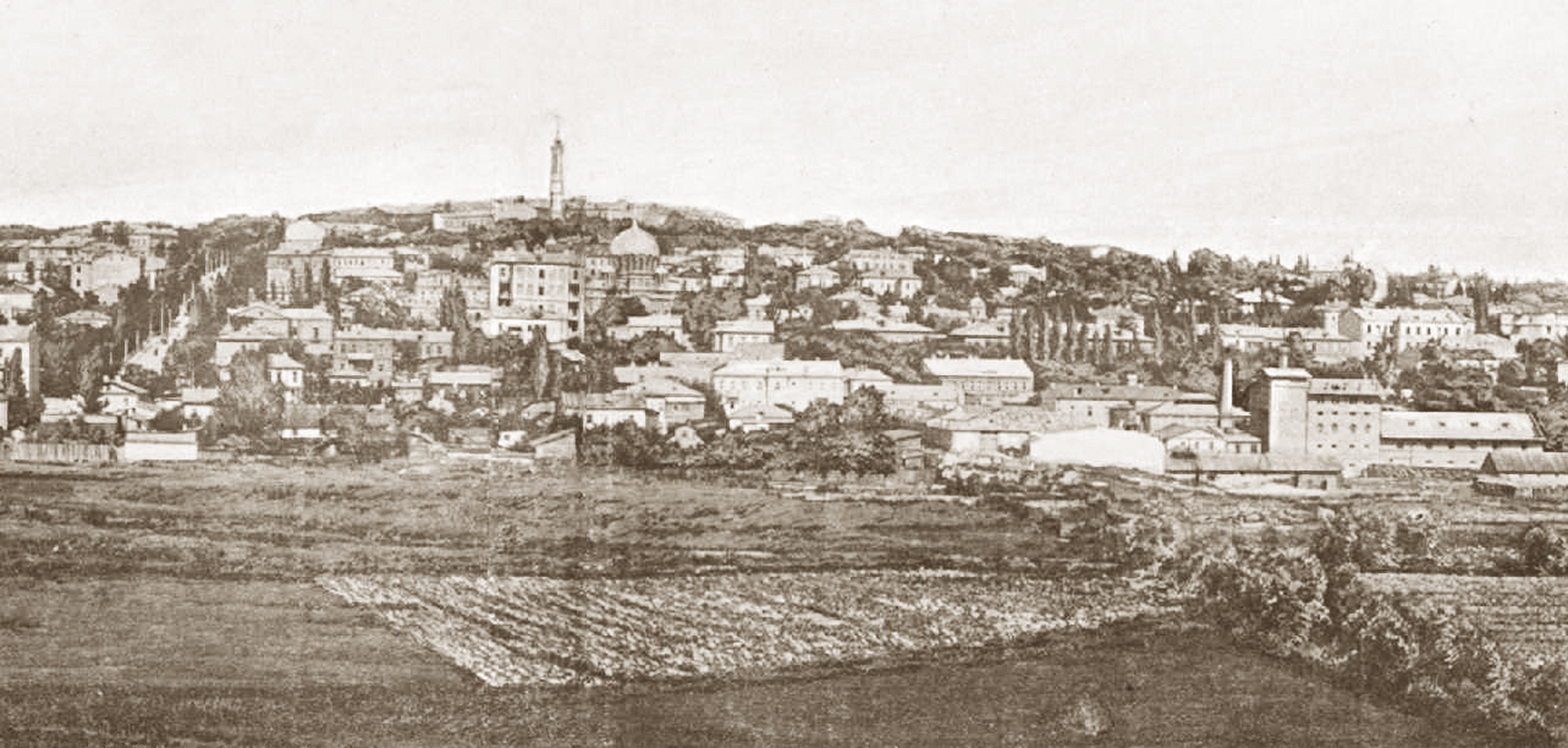
Латинський квартал (Паньківщина). Ліворуч — Паньківська вулиця, по центру — Благовіщенська церква і каланча Либідської пожежної частини, за якою — університет

У Латинському кварталі студенти селилися у дерев'яних, одноповерхових будинках «на три вікна». У них були зазвичай три маленькі й низенькі кімнатки та крихітні сіни, схожі на дерев'яний ящик, із виходом на подвір'я. У своїх спогадах один із колишніх студентів університету залишив опис будинку на Великій Васильківській, в якому знімав кімнату в 1850-х роках. Садибу  оперезував довгий дерев'яний паркан із навстіж відчиненою брамою. Хатка з вкритою мохом дерев'яною покрівлею була приземкувата з вкрай простим інтер'єром. На вікнах стояли журавці й китайські ружи. Стіни зазвичай фарбували в яєчно-жовтий колір або сумішшю сажі та крейди, розбовтаною у воді, в брудно-сірий. Стелі часто обсипалися. Повітря було сперте, задушливе. Із сіней тхнуло капустою й брудною помийницею. Узимку студенти в погано опалених хатах часто мерзли.
Найважливішою у студентському побуті була організація харчування. Студенти не обідали в готелях і корчмах. По-перше, було дорого, по-друге, університетське керівництво не дозволяло, щоб обереги молодь від негативного впливу з боку відвідувачів тих закладів. Натомість власники приватних будинків влаштовували у себе дешеві «студентські кухмістерські». Молодь, наприклад, з першої до п'ятої їла у міщанки Будераске на розі вулиць Володимирської і Саксаганського. Обід зазвичай складався з двох або трьох страв. Найчастіше подавали борщ, зрази, смажене м'ясо, вареники із сиром, кльоцки, галушки, бабку, вергуни, пончики.
Однак в інших місцях їдальні не відрізнялися різноманіттям. Наприклад, студенти з Волинської губернії 1859 року сильно скаржилися на страви, які їм подавали на Тарасівській вулиці. Один із них писав, що смажена картопля там тхнула свічковим салом. А щі, зварені з віджатим горохом, бобами або квасолею, були такими гидкими, що годилися лише для худоби.